# Vialer
Vialer település Franciaországban, Pyrénées-Atlantiques megyében. Lakosainak száma 146 fő (2022. január 1.). Vialer Arricau-Bordes, Burosse-Mendousse, Cadillon, Gayon, Lalongue és Saint-Jean-Poudge községekkel határos.

## Népesség
A település népessége az elmúlt években az alábbi módon változott:
| Lakosok száma | 190  | 189  | 194  | 188  | 185  | 183  | 173  | 160  | 146  |
|               | 2013 | 2015 | 2016 | 2017 | 2018 | 2019 | 2020 | 2021 | 2022 |